# 西本正
西本正（1921年—1997年），日本的電影攝影技師，在香港以賀蘭山名義，擔任許多邵氏公司出品電影（如《梁山伯與祝英台》等）的攝影工作而聞名。 
1921年出生於現在的日本福岡縣筑紫野市，幼時隨家族移住滿州國，長大後加入滿州映畫協會並在攝影部工作。
第二次世界大戰後回到日本，在東寶擔任攝影助手。

## 外部連結
- 西本正 （页面存档备份，存于）
- Tadashi Nishimoto在互联网电影资料库（IMDb）上的資料（英文）